# Accademia di belle arti di Firenze
L'Accademia di belle arti di Firenze è un'accademia d'arte pubblica, ospitata nell'ex ospedale di San Matteo in Via Ricasoli/piazza San Marco. L'importanza storica di questa istituzione culturale è sottolineata dalla datazione antica e dai personaggi che nel corso dei secoli ne hanno fatto parte.

## Storia dell'Accademia

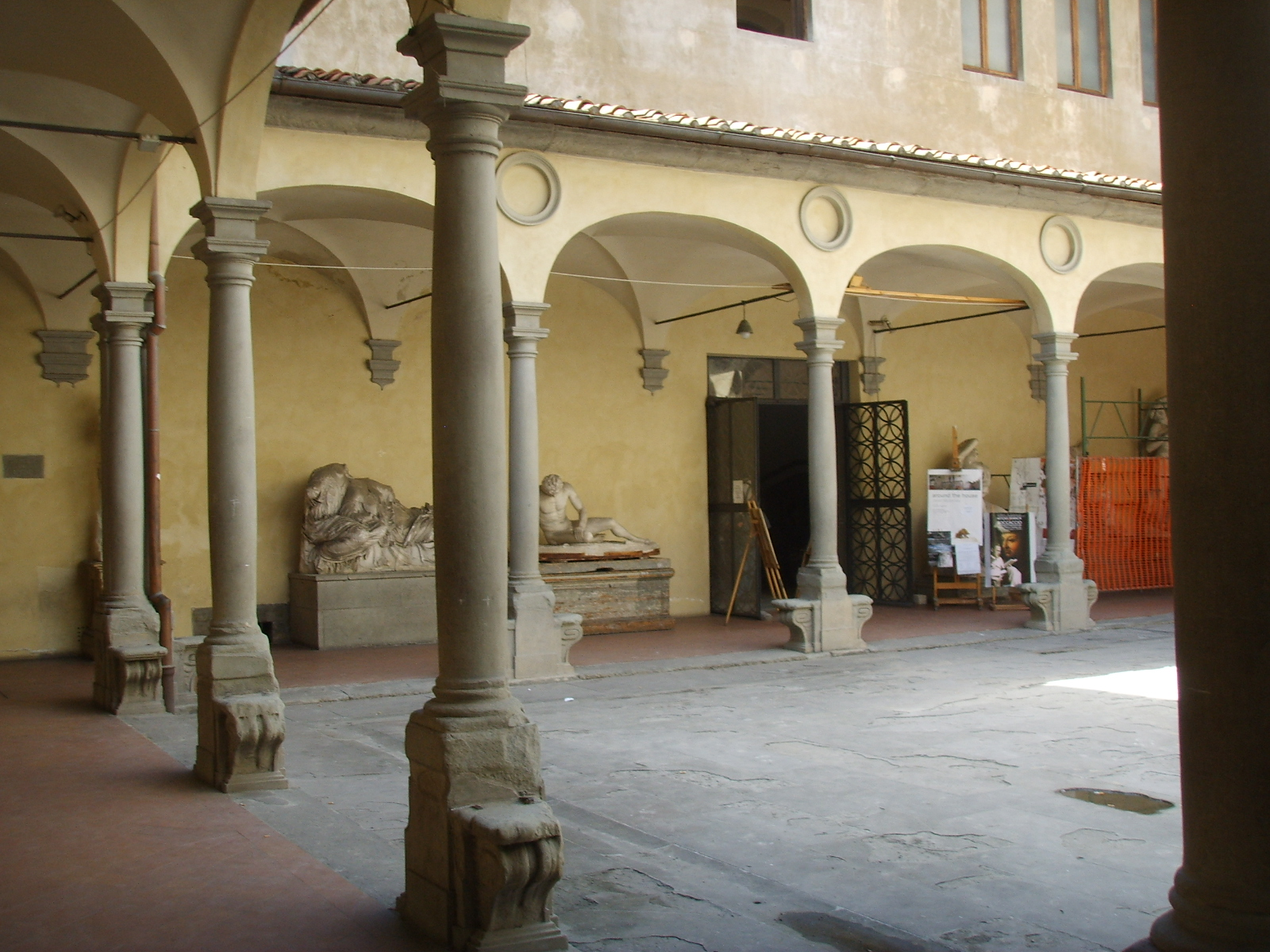
Il cortile interno, con calchi in gesso di famose sculture

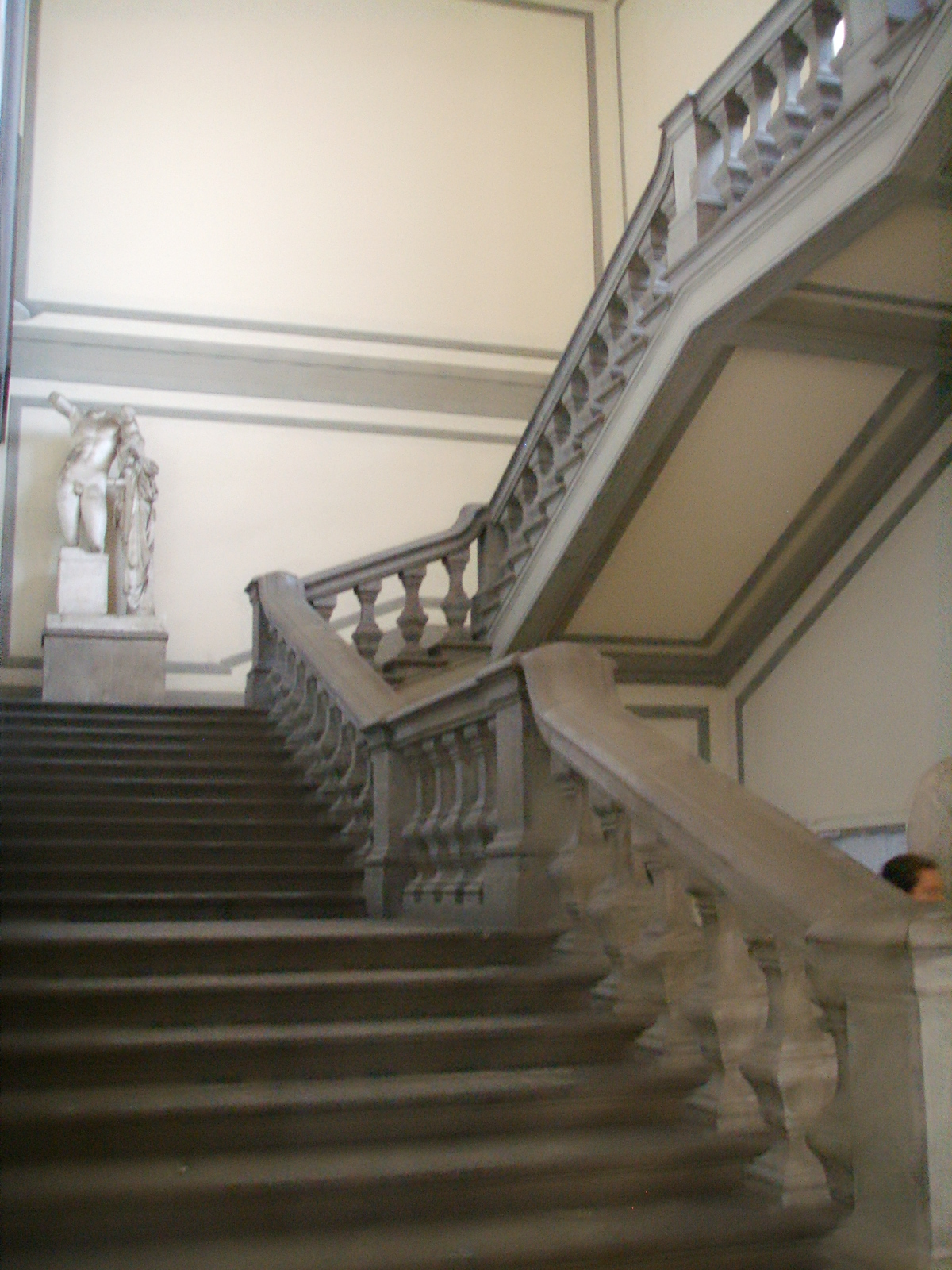
Lo scalone monumentale

L'attuale Accademia di Belle Arti di Firenze nasce nel 1784 da una riforma dell'Accademia delle arti del disegno voluta da Pietro Leopoldo per far sviluppare un moderno istituto di insegnamento delle arti che potesse soddisfare anche le nuove esigenze delle arti applicate. L'Accademia "del Disegno" rinascerà un secolo dopo come prestigiosa associazione tra artisti affermati, una sorta di 'ordine professionale', mentre l'Accademia "di Belle Arti" ereditò tutte le funzioni didattiche.
A quei tempi risale l'apertura all'istruzione artistica pubblica e gratuita, con le materie di "Pittura, Scultura, Architettura, Grottesco" (presto cambiato in "Ornato", oggi "Decorazione") e "Intaglio in Rame" (cioè "Incisione") e la creazione della collezione strumentazioni e opere d'arte antiche e moderne da studiare e copiare, che oggi in larga parte fanno parte del Museo dell'Accademia, dal quale prende il nome. Antonio Canova - chiamato a Londra per una expertise sugli Elgin marbles del Partenone - ne fece pervenire in Accademia ad uso di copia i calchi; mentre una ricca biblioteca corredava lo studio, con numerosi libri anche rari. Nel 1872 vi veniva anche portato il David di Michelangelo Buonarroti, mentre l'Accademia si preoccupò di fornire una copia da esporre in piazza della Signoria.
La storia dell'istituto seguì i rivolgimenti dello Stato toscano, prima con l'occupazione francese e quindi con il dominio di Elisa Baciocchi. Durante questo periodo, fino alla restaurazione del 1814, l'Accademia divenne un istituto legato alla Comunità di Firenze, ed è proprio agli statuti susseguiti nel 1807 e nel 1812 che si devono importantissimi cambiamenti e introduzione di nuovi metodi ancora oggi alla base dell'insegnamento e della fisionomia dell'istituto.
Fra la fine del Settecento e l'Ottocento anche a Firenze ebbero luogo le dispute fra accademici tradizionalisti, come i docenti e allievi Pietro Benvenuti, Lorenzo Bartolini, Raffaello Morghen e Giovanni Dupré, e rinnovatori, in special modo i macchiaioli, che anticiparono l'impressionismo, come Adriano Cecioni, Telemaco Signorini, Silvestro Lega e Giovanni Fattori, anche se non si raggiunsero i toni asperrimi come a Parigi.
Con l'epoca di Firenze Capitale (1865-1871) vennero definitivamente separate la scuola e il museo delle sue collezioni, la Galleria Antica e Moderna, che da allora è un museo statale a parte, collocato in parte degli ambienti già utilizzati per la didattica.
Dal 1873, come già accennato, si istituì nuovamente in seno all'Accademia di Belle Arti un'Accademia delle arti del disegno che identificò il Collegio dei Professori a cui si riconobbero poteri e funzioni di sorveglianza, consiglio e pareri diversi da quelli dell'istituto di insegnamento. Tale assetto perdurò fino al 1937 quando dall'Accademia di Belle Arti, a seguito della Riforma Gentile del 1923, si distaccò l'insegnamento di Architettura, che confluì nell'Università Degli Studi di Firenze (1927), e l'Accademia delle arti del disegno, da allora istituzione onorifica separata dalla scuola.
Con l'istituzione dei corsi di specializzazione e con la relativa distinzione fra diplomi di primo e secondo livello, oggi l'Accademia di Belle Arti si è allineata con il percorso di studi universitario.

## Storia dell'ospedale
Il ricco banchiere Guglielmo ("Lemmo") di Vinci di Graziano Balducci da Montecatini, trasferitosi a Firenze e quivi sposatosi nel 1350 con una donna di buona famiglia di origine parmense, ebbe tre figlie femmine. Dopo averle ben maritate (una, chiamata Francesca, sposò Francesco di Averardo de' Medici), decise di ingraziare la sua anima a Dio disponendo delle sue cospicue ricchezze per l'istituzione di un'opera pia, destinata a "benefizio degli Infermi". Ottenuta nel 1385 la permuta di un edificio tra le attuali via Ricasoli e via Cesare Battisti in cambio di un nuovo monastero per le monache benedettine di San Niccolò di Cafaggio (per le quali fece adattare alcune case appositamente comprate dagli Alfani e dai Guidalotti), iniziò a far costruire un nuovo ospedale dai maestri muratori Romolo di Bandino e Sandro del Vinta. Più in particolare, nei lavori di adeguamento della struttura, nel 1387 risultavano già eseguiti dormitorio e refettorio, mentre la costruzione del loggiato può datarsi al 1391-1392, su modello di quello dell'ospedale di Bonifacio, con la conclusione dei lavori nel 1410, quando Lelmo era già scomparso dal 1389.
L'ospedale venne posto sotto la gestione dell'Arte del Cambio, di cui il Balducci fece parte, con dedica a san Matteo Apostolo, protettore dell'Arte, ma dal popolo fu sempre chiamato "spedale di Lelmo" o "di Lemmo", dalla storpiatura del nome del fondatore. Accoglieva i poveri infermi e soprattutto gli ammalati ambosessi, come un vero e proprio nosocomio, come in città esisteva solo a quell'epoca l'ospedale di Santa Maria Nuova. Ma se quest'ultimo era utilizzato soprattutto dai fiorentini e dalle persone del contado, l'ospedale di San Matteo accoglieva anche i forestieri, poiché l'Arte del Cambio aveva più frequenti rapporti con istituzioni e cittadini esteri. 

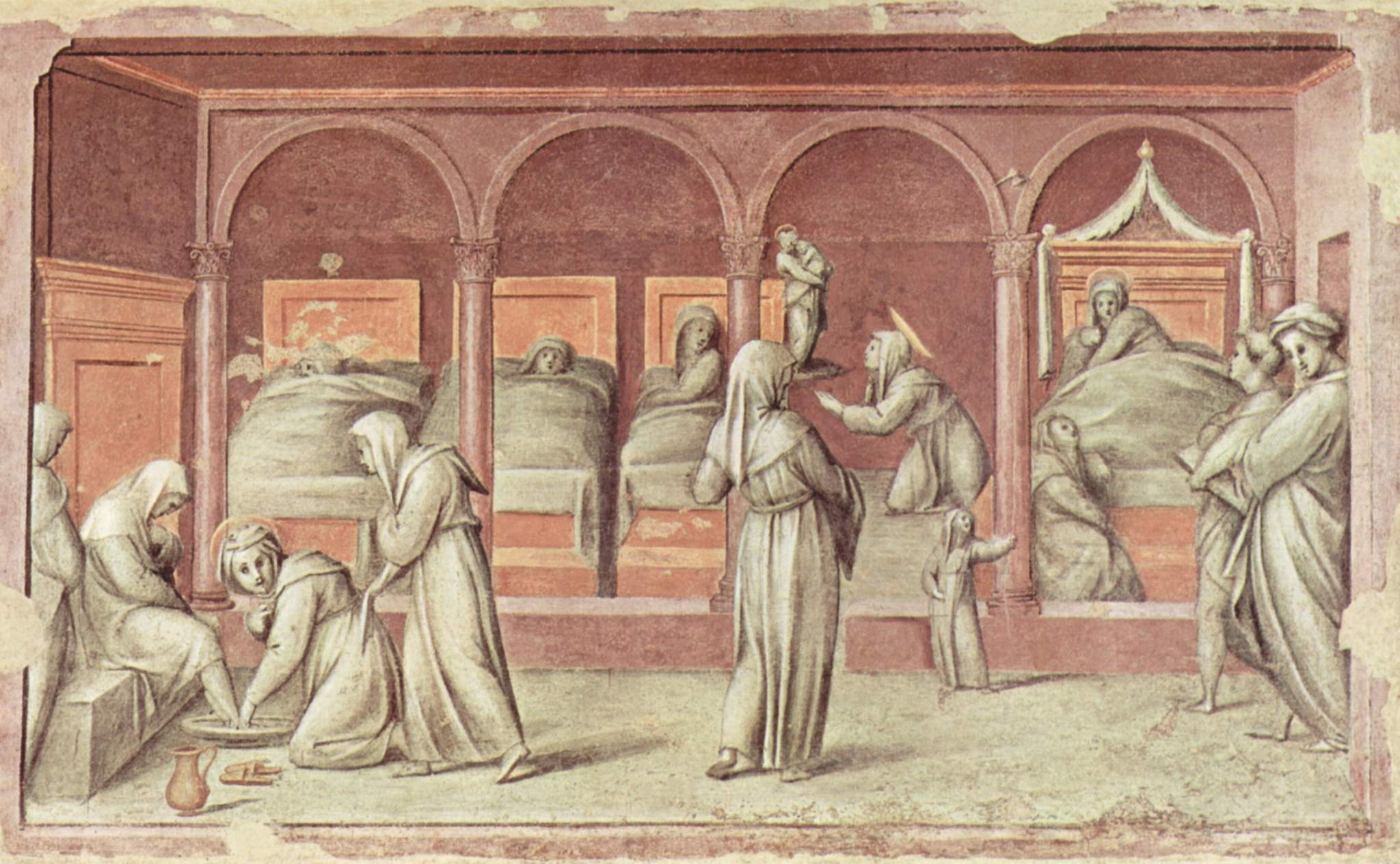
Pontormo, Episodio di vita ospedaliera, Galleria dell'Accademia, Firenze

L'assistenza era offerta da volontari che prestavano servizio gratuitamente, mentre l'amministrazione dell'ospedale era affidata agli "spedalinghi", rettori che facevano parte dell'ordine sacerdotale. Esiste una testimonianza iconografica dell'aspetto della corsia femminile dell'ospedale, con le oblate che vi prestavano servizio, in un affresco di Pontormo, l'Episodio di vita ospedaliera, conservato nella galleria dell'Accademia, in quella che fu probabilmente la stanza ritratta, oggi la sala della Gipsoteca Bartolini. la chiesa dell'ospedale si trovava all'estremità del loggiato, dove c'è oggi la biblioteca della scuola, ed era presente anche una fornitissima spezieria. Dal 1412, nei suoi sotterranei, vi si riunì la Buca di San Girolamo alla Sapienza.
Poco dopo il 1750 vennero qui eseguiti i primi esperimenti di vaiolizzazione, inoculando il virus del vaiolo depotenziato a bambini del vicino Spedale degli Innocenti.
Nel 1784 l'ospedale fu soppresso assieme a molte altre strutture di media e piccola dimensione in tutta Firenze. I suoi beni furono incamerati dall'arcispedale di Santa Maria Nuova. Pietro Leopoldo destinò la fabbrica ad ospitare l'Accademia di Belle Arti, istituzione che nasceva come staccamento didattico dell'Accademia delle arti del disegno, nata nel 1563 sotto la protezione di Cosimo I de' Medici e la sovrintendenza di Giorgio Vasari.

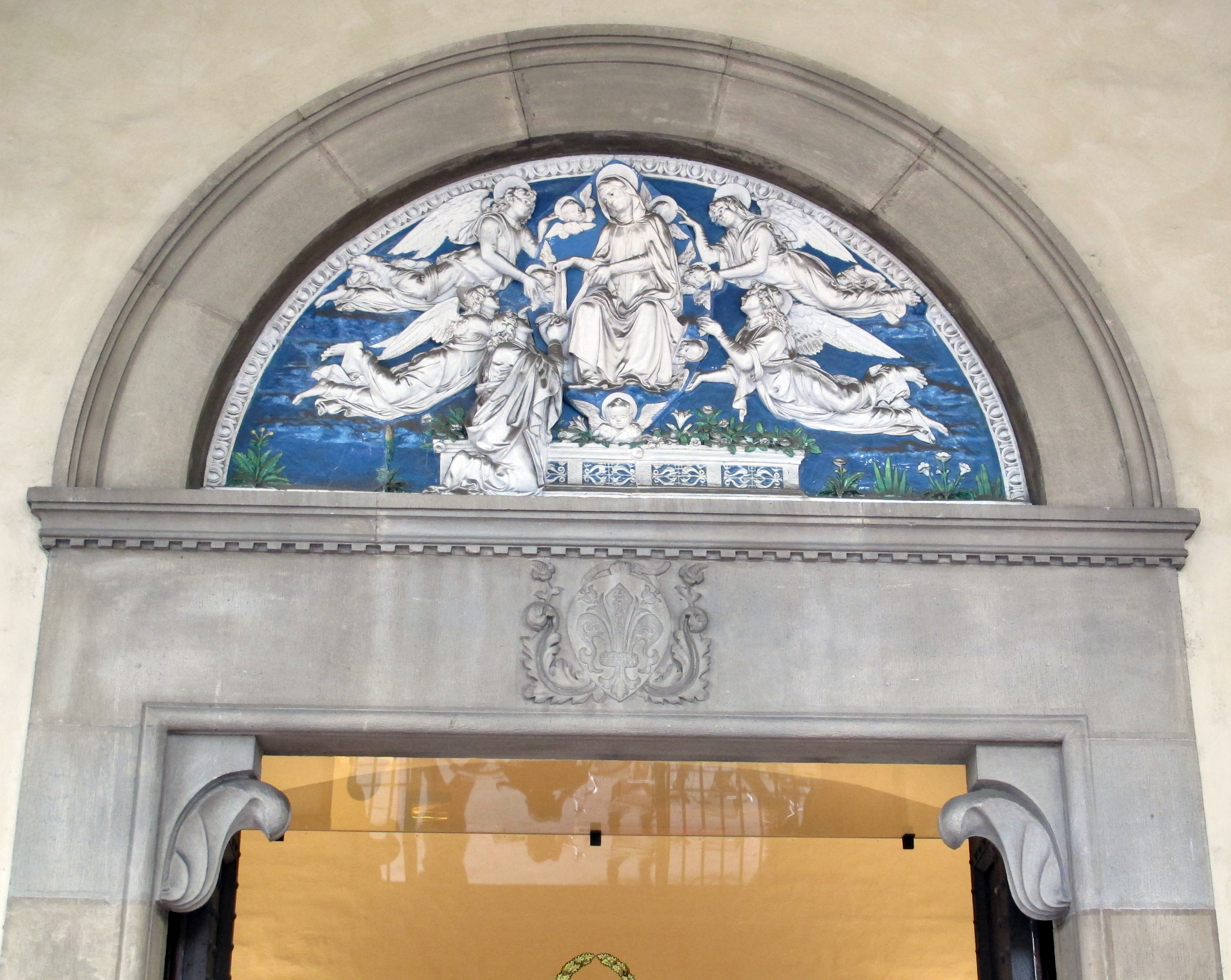
La Madonna della Cintola di Andrea della Robbia

Per adeguare gli ambienti alla nuova destinazione la fabbrica fu interessata da importanti lavori su progetto e direzione di Gasparo Maria Paoletti, peraltro 'primo maestro' della scuola di architettura dell'Accademia stessa, e quindi di Giuseppe Del Rosso, che finirono per stravolgere l'antica struttura. 
L'Accademia fu inoltre il deposito delle opere d'arte spogliate dagli istituti religiosi dopo le soppressioni, in modo che potessero essere di giovamento agli studenti. Per questo l'enorme collezione costituitasi fu oggetto di spoliazioni napoleoniche che si protrassero, dal 1798 al 1815, a seguito dell'occupazione francese in tutto il Granducato di Toscana.
Altri interventi, finalizzati a sistemare negli ambienti gli insegnamenti delle varie discipline, furono intrapresi attorno alla metà dell'Ottocento prima con la direzione dell'architetto Giuseppe Mazzei, poi di Mariano Falcini.
Dopo che si era in tal modo e drasticamente trasformata la fabbrica, Guido Carocci, sulle pagine dell'Illustratore fiorentino del 1904, così cercava di ricostruire l'antico impianto di questa porzione del complesso: "esso aveva nel prospetto un portico a piccoli pilastri ottagonali, sotto il quale varie porte davano accesso alle infermerie degli uomini e delle donne, al chiostro ed alla chiesa; al di sopra del portico era una loggia coperta da tettoia sostenuta da esili pilastri. La chiesa, nella quale si entrava dall'estremità del portico, aveva il suo fianco sinistro lungo la via del Cocomero e corrispondeva al salone che oggi serve ad uso di biblioteca dell'Accademia... Dello spedale non restano oggi che il grazioso chiostro rifatto nel XVI secolo e decorato di molte e pregevoli opere d'arte, e poche tracce dell'elegante facciata a due ordini di logge ridotte a stanze e corridoi. Degli archi e dei pilastri sono apparsi i resti in occasione dei restauri alla facciata dell'Istituto di Belle Arti: sussiste pure la cornice dentellata che rimane al di sopra degli archi. Nelle facciate veggonsi tuttora gli stemmi del Balducci e dell'Arte del Cambio".
Il porticato esterno, quindi tamponato, venne restaurato e liberato tra il 1934 e il 1935, con lavori diretti prima da Amedeo Orlandini e quindi da Alfredo Barbacci: agli accessi agli spazi interni furono sistemate nuove porte su disegno di quella centrale interna, originale, mentre la grande porta settecentesca del Paoletti che costituiva l'accesso principale su via Ricasoli fu collocata nell'attigua piazzetta delle Belle Arti, all'ingresso dell'Istituto Musicale Luigi Cherubini, dove ancora oggi si trova. Ulteriori restauri esterni e interni furono intrapresi tra il 1964 e il 1965 e quindi nel 1973 e tra il 1975 e il 1978, questi ultimi ampiamente documentati da una pubblicazione del 1979. Al 1996 si data il rifacimento degli intonaci della facciata e l'apposizione della cancellata, nell'ambito di un cantiere inserito tra gli interventi straordinari finanziati in occasione dello svolgimento a Firenze del Consiglio Europeo del 21-22 giugno di quell'anno.

## Descrizione dell'edificio

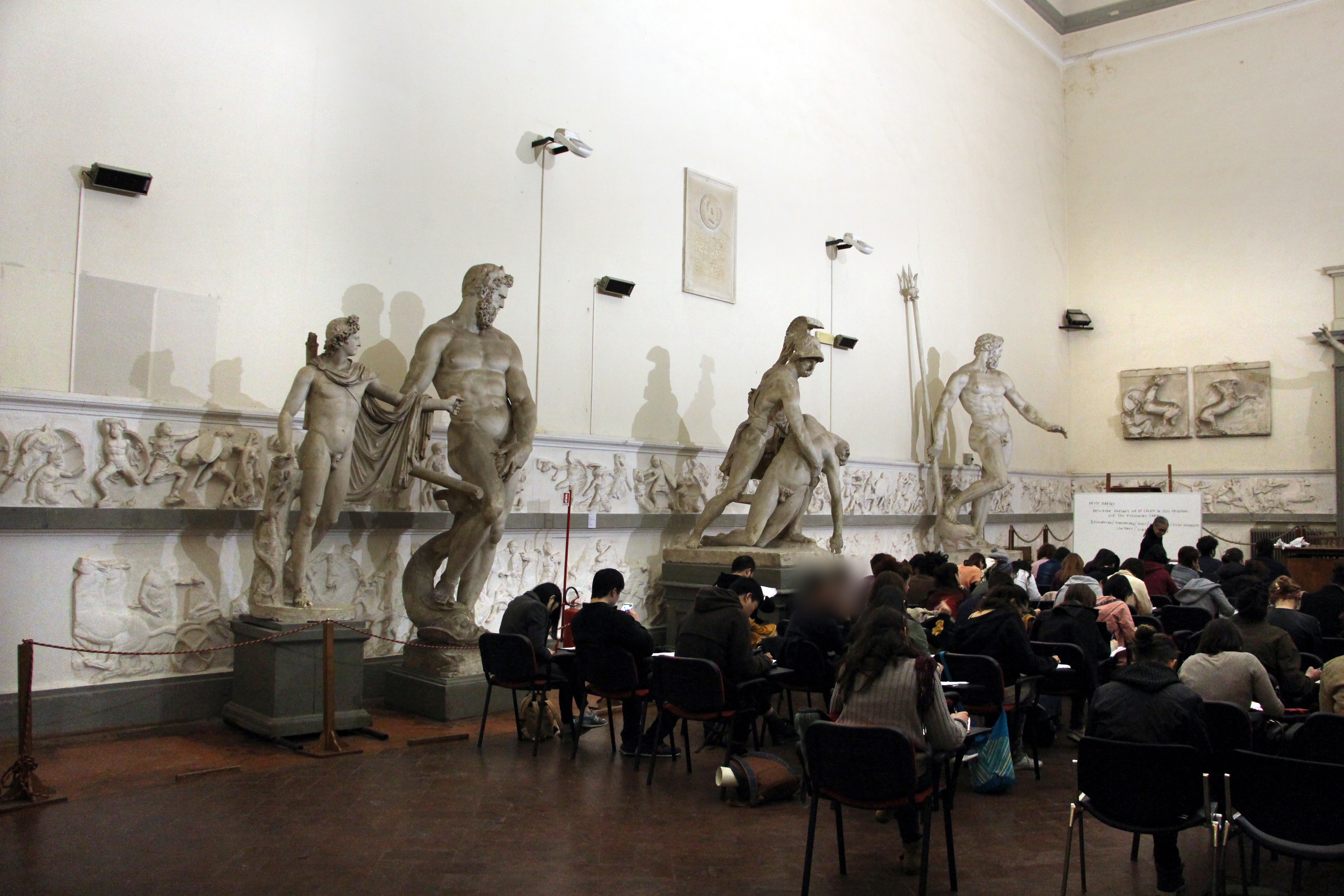
Gessi nell'Aula Minerva

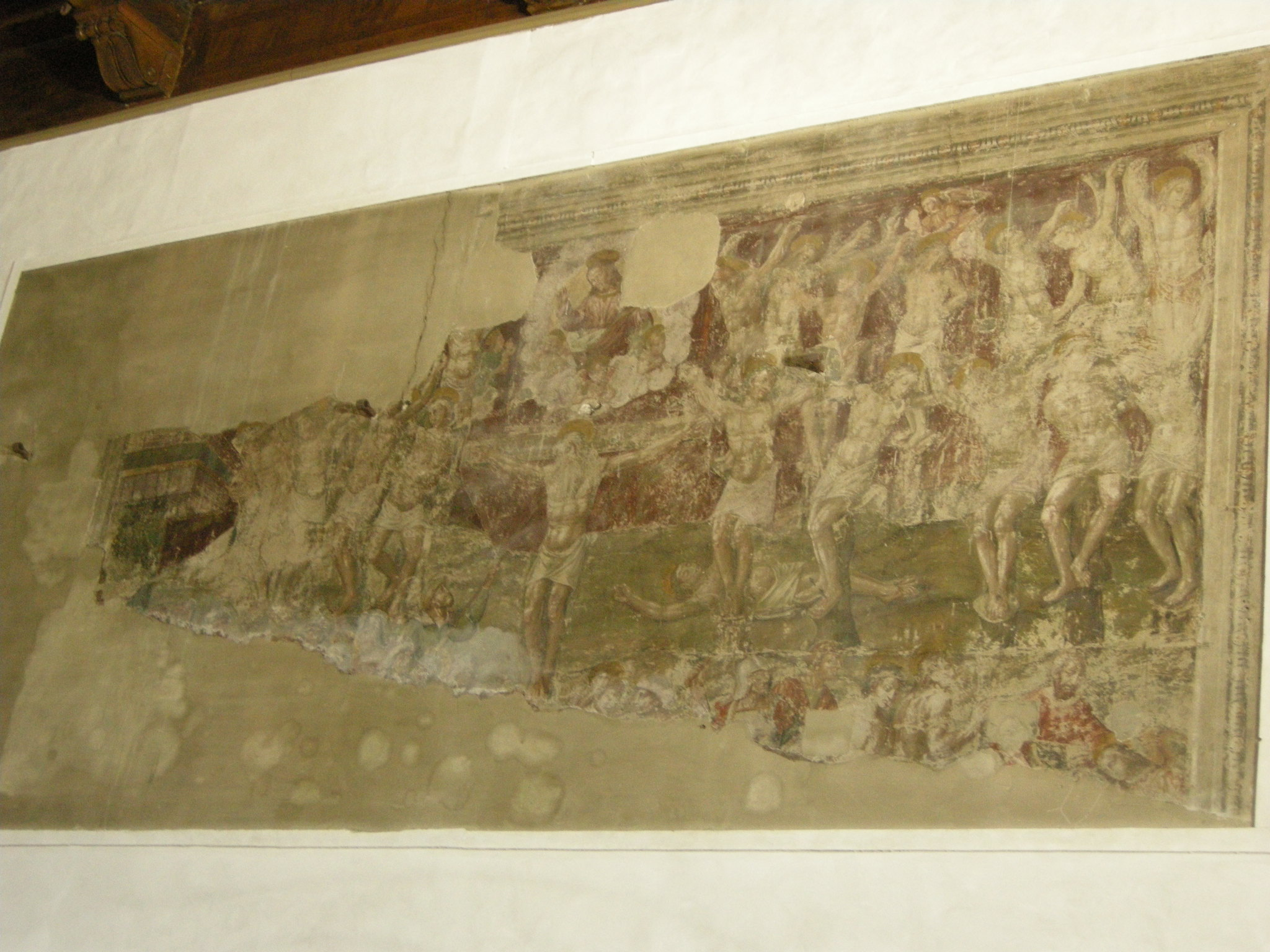
La Crocifissione

Attualmente l'edificio prospetta sulla piazza con il porticato recuperato dai capitelli a foglie d'acqua, sotto al quale, in corrispondenza dei portoni d'accesso agli ambienti, sono tre lunette in terracotta invetriata di Andrea della Robbia e collaboratori (1490 ca): Assunzione della Vergine, Madonna col Bambino tra due santi (questa proveniente dal complesso di Sant'Orsola) e Resurrezione (da Santa Chiara).
Il corpo superiore presenta due cornici marcapiano e marcadavanzale; su quest'ultima si allineano le semplici finestre tra le quali si dispongono quattro scudi con armi, oggi di difficile lettura ma documentati dalla letteratura come del fondatore, Lemmo di Balduccio (quelli ai lati meglio conservati con le branche di leone incrociate in decusse), e dell'Arte del Cambio (lo stemma meno leggibile con tracce del seminato di bisanti).
All'interno del complesso è un chiostro, coperto da portici ad archi ribassati agli inizi del Seicento. Sempre negli interni è una cappella, detta della Crocetta, affrescata con una Fuga in Egitto da Giovanni da San Giovanni nel 1621, qui trasportata e ricomposta nel 1788 dal vicino palazzo della Crocetta, ora sede del Museo Archeologico Nazionale, a documentare uno dei più antichi esempi di tecnica di trasporto degli affreschi, in questo caso sempre dovuto a Gasparo Maria Paoletti.
Nell'aula detta "del Cenacolo" si conserva un'Ultima Cena affrescata da Stefano d'Antonio Vanni (1465-66), mentre nell'Aula Ghiberti, così detta per il grande calco della Porta del Paradiso, si trova una Crocifissione dei diecimila martiri ad affresco pure attribuita a Stefano d'Antonio. Ricca è la collezione, nata per scopi didattici, di calchi di opere scultoree dall'antichità classica fino all'Ottocento, disposti un po' in tutto l'edificio, dal chiostro alle scale, fino all'Aula Minerva, che conserva i calchi dei fregi del partenote e di altre grandi sculture a tutto tondo.
Nel secondo cortile giace il frammento della colonna di San Marco, che avrebbe dovuto decorare, nei progetti di Cosimo I, la vicina piazza San Marco.
Nei locali dell'ex chiesa dell'Ospedale di San Matteo si trova la Biblioteca dell'Accademia Fiorentina di Belle Arti, nata nel 1801, che conserva incisioni originali, manoscritti, cinquecentine, disegni e documenti a partire dal 1784.
Un tempo facevano parte del complesso anche la sala della gipsoteca Bartolini, oggi facente parte dell'attigua Galleria dell'Accademia.
Su via Cesare Battisti si trova un prospetto più moderno, che nel repertorio di Bargellini e Guarnieri così si annota: "l'attuale sistemazione è dei primi dell'Ottocento, con i simboli della cinquecentesca Accademia delle Arti del Disegno, cioè con le tre corone d'alloro intrecciate (le tre arti sorelle nate dal disegno: architettura, scultura, pittura). All'Accademia delle Belle Arti insegnò incisione, negli ultimi anni della sua vita, il grande pittore Giovanni Fattori. Egli entrava nel suo studio da una porticina in via Battisti, sulla quale, per iniziativa degli artisti fiorentini, venne posto un ricordo marmoreo, sormontato da una nicchia con la testa del pittore modellata in bronzo dallo scultore Valmore Gemignani".

### Lapidi
Una prima lapide si trova sotto il portico, e ne ricorda la riapertura e la figura di Domenico Trentacoste:
| AD ACCRESCERE LA BELLEZZA DI FIRENZE ED ONORARE LA MEMORIA DI DOMENICO TRENTACOSTE SCVLTORE DAL MCMXIII AL MCMXXIII IN QVESTA ACCADEMIA DI BELLE ARTI MAESTRO E CAPO AMATISSIMO È STATA RIAPERTA PER LA LIBERALITÀ DI MEMORI AMICI QVESTA LOGGIA DELLO SPEDALE DI SAN MATTEO CHIVSO DAL MDCCLXXXIV I LVGLIO MCMXXXV · XIII |

Una lapide, col simbolo dell'Accademia, si trova sullo scalone e ricorda gli studenti caduti nella prima guerra mondiale:
| DAI SERENI SOGNI DELL'ARTE BALZARONO GIOVINETTI AL SVPREMO SACRIFICIO ARRISO DALLA GLORIA QUI DOVE IL BELLO LI EDVCO AL DESIDERIO DEL'ALTO ED AI MAGNANIMI AFFETTI L'ISTITVTO ORGOGLIOSO LA PATRIA RICONOSCENTE NE IMPRIMONO I NOMI INDIMENTICABILI CASSVTTI PIETRO CIGHERI ALDO PAMPALONI GOFFREDO POCHERO LVCIANO POCHERO OTTORINO |

Un'altra lapide nel corridoio tra il chiostro e il cortile ricorda fatti di guerra. Fu ritoccata, verosimilmente dopo gli anni '40; il riferimento ai "barbari" tedeschi dovette infatti essere rimosso durante il Fascismo, e poi riapposto:
| In questo luogo sacro All'arte dall'ottobre 1915 al febbraio 1919 durante la immane guerra mondiale scatenata e mantenuta dai BARBARI TEDESCHI a scopo di tirannico dominio ebbero ospitale ricovero 20.000 soldati personale di servizio che ha perduto la vita per la patria dr ARNALDO BARSANTI-lucca-s.ten.med.dei bombardieri m. sul carso il 1°11.916 colpito da granata austriaca premiato con medaglia al valor militare prof. RODOLFO PANICHI-pietrasanta-magg.medico direttore di sezione di sanità m.a firenze il 18.4.918 per malattia contratta al fronte premiato con medaglia al valore |

Vicina alla precedente una targa del 1936 che ricorda i restauri di quegli anni che riconfigurarono la parte verso via Cesare Battisti:
| LA R. ACCADEMIA DI BELLE ARTI INCIDE IN QVESTO MARMO I NOMI DI COLORO CHE CONTRIBVIRONO ALLA RINNOVATA MAGNIFICENZA DI QVESTO EDIFICIO FERNANDA OIETTI PRINCIPE SEN. PIERO GINORI CONTI PRINC.SA GIVSEPPINA DI SORAGNA GONZAGA CASSA DI RISPARMIO DI FIRENZE AZIENDA AVTONOMA DI TVRISMO GIOVANNI E RVBY ROATTA CONTE SEN. ALESSANDRO CONTINI BONACOSSI COMM. ING. FORTVNATO PONTELLO 4 NOV. 1936 |

Proprio sul lato di via Battisti si trovano dei medaglioni coi simboli dell'Accademia e motti.
| LEVAN DI TERRA AL CIEL NOSTRO INTELLETTO |

| SIMILI SVB IMAGINE FORMANS |

| ARS EXTOLLITVR ARTE |

| TERGEMINIS TOLLIT HONORIBVS |

| ÆQUA POTESTAS |

Sempre su questo lato, verso piazza Santissima Annunziata, una targa con busto di bronzo ricorda Giovanni Fattori, proprio sulla porta di servizio che era solito usare quando era insegnante all'Accademia:
| IN QVESTO STVDIO DELL'ACCADEMIA FRANCESCANAMENTE LIETO DI UN PANE GIOVANNI FATTORI PVRISSIMO ARTEFICE ETRVSCO DISEGNÒ INCISE DIPINSE INSEGNANDO AI DISCEPOLI AI POSTERI CHE ARTE È LIBERTÀ DA OGNI FORMVLA NOVA ED ANTICA N. IL VI ' IX ' MDCCCXXV M. IL XXX - VIII - MCMVIII IL XXIX - XI - MCMXXV FIRENZE QVÌ NE ETERNAVA IL RICORDO PER VOLONTÀ DEL COMVNE |

## Bibliografia

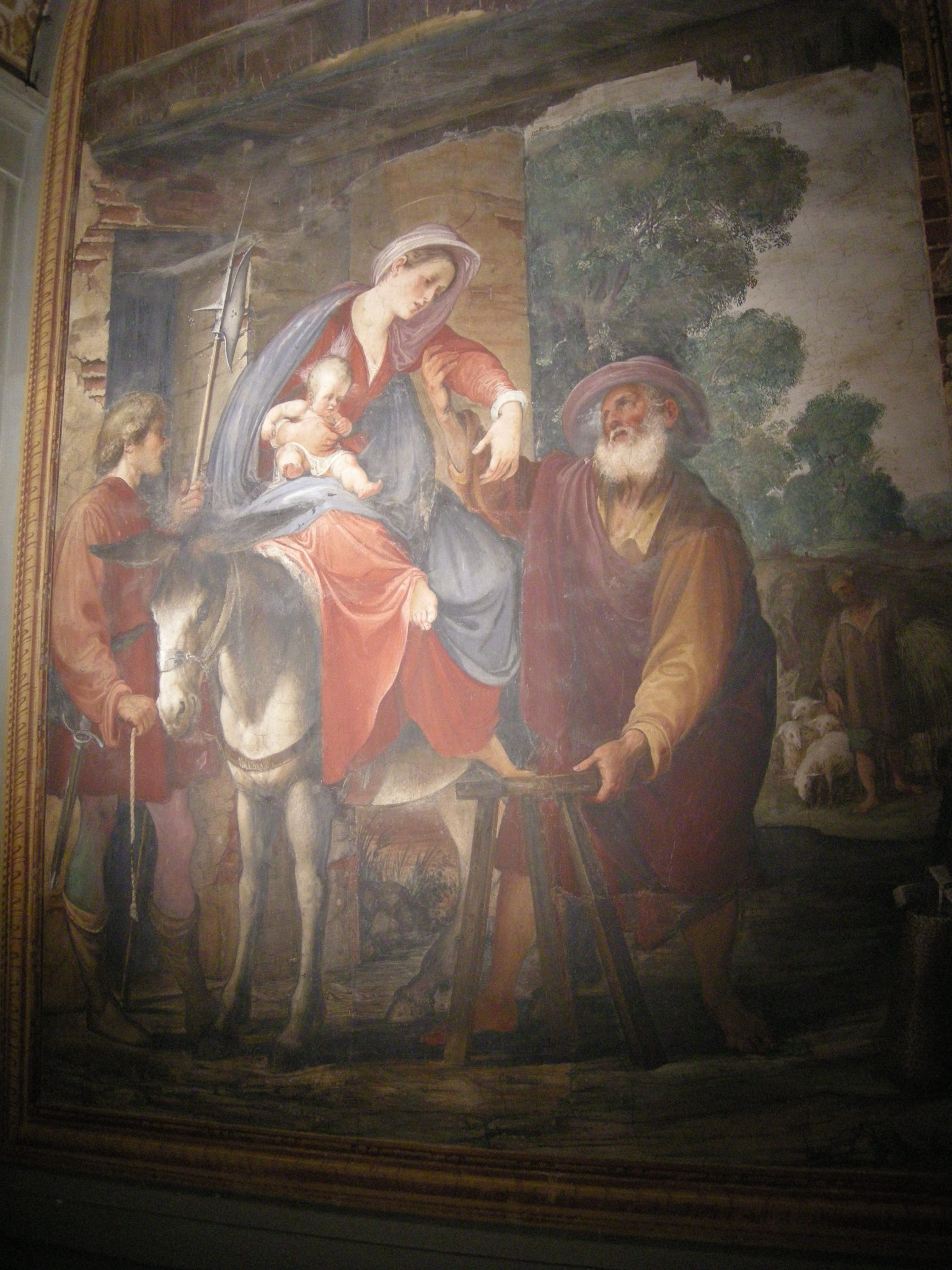
La Fuga in Egitto di Giovanni da San Giovanni

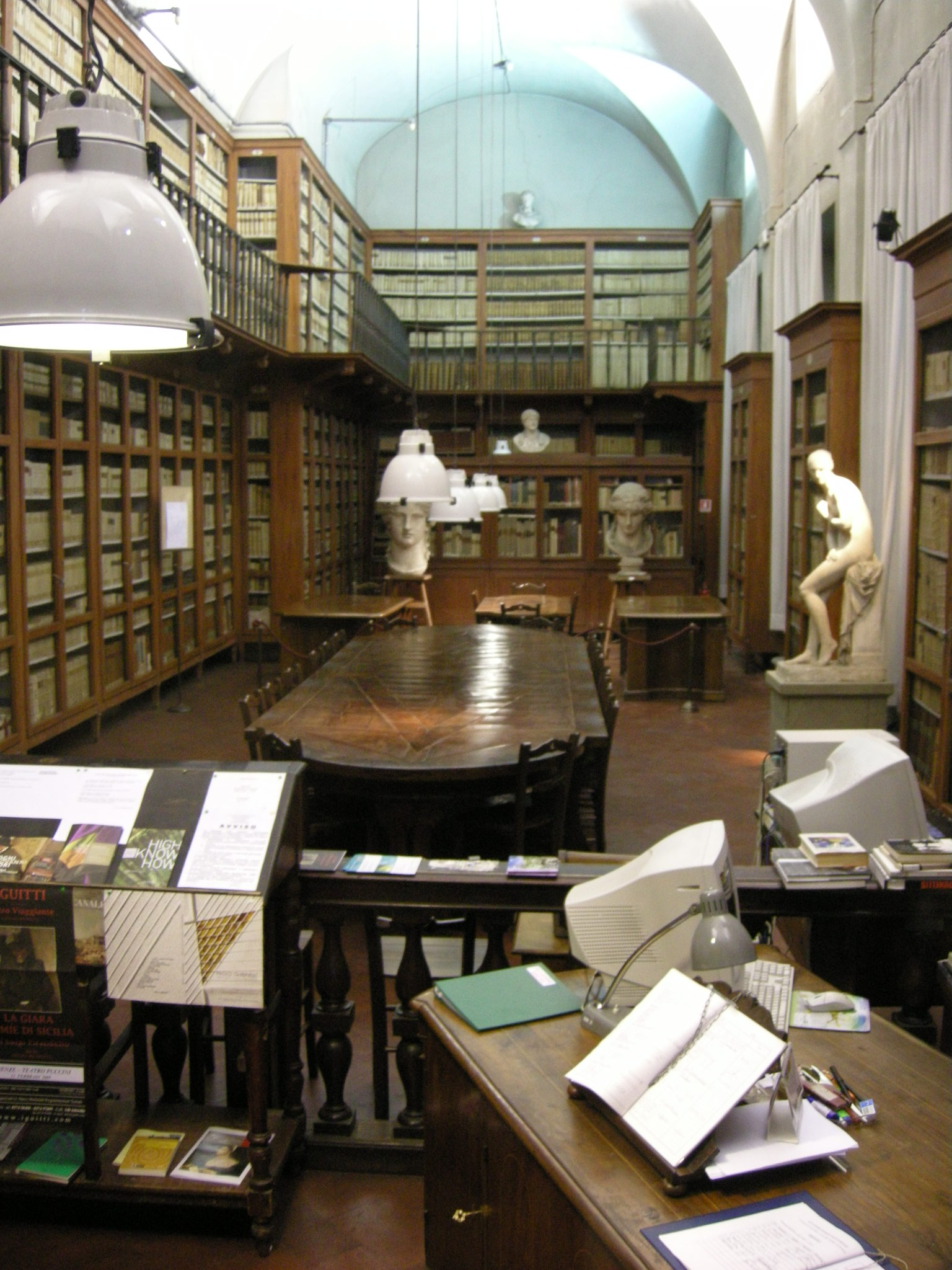
La biblioteca